# Joseph V. McKee
Pour les articles homonymes, voir McKee.
Joseph V. McKee (né le 8 août 1889 et mort le 28 janvier 1956) était un homme politique américain du Parti démocrate et fut maire de New York du 1er septembre 1932 au 31 décembre 1932.